# نيكولا بينيزيت
نيكولا بينيزيت (بالفرنسية: Nicolas Benezet) (24 فبراير 1991 بمونبلييه في فرنسا - ) هو لاعب كرة قدم فرنسي في مركز الوسط. شارك مع منتخب فرنسا تحت 20 سنة لكرة القدم. أما مع النوادي، فقد لعب مع نادي إيفيان ونادي غانغون ونادي كاين ونيم أولمبيك.

## روابط خارجية
- نيكولا بينيزيت على موقع رابطة كرة القدم الفرنسية للمحترفين (الإنجليزية)
- نيكولا بينيزيت على موقع الدوري الأمريكي (الإنجليزية)
- نيكولا بينيزيت على موقع قاعدة بيانات كرة القدم.إي يو (الإنجليزية)
- نيكولا بينيزيت على موقع ليكيب (الفرنسية)
- نيكولا بينيزيت على موقع Soccerway.com (الإنجليزية)
- نيكولا بينيزيت على موقع AS.com (الإسبانية)